# 瑙厄爾濟姆區
51°39′30″N 64°13′30″E / 51.65833°N 64.22500°E

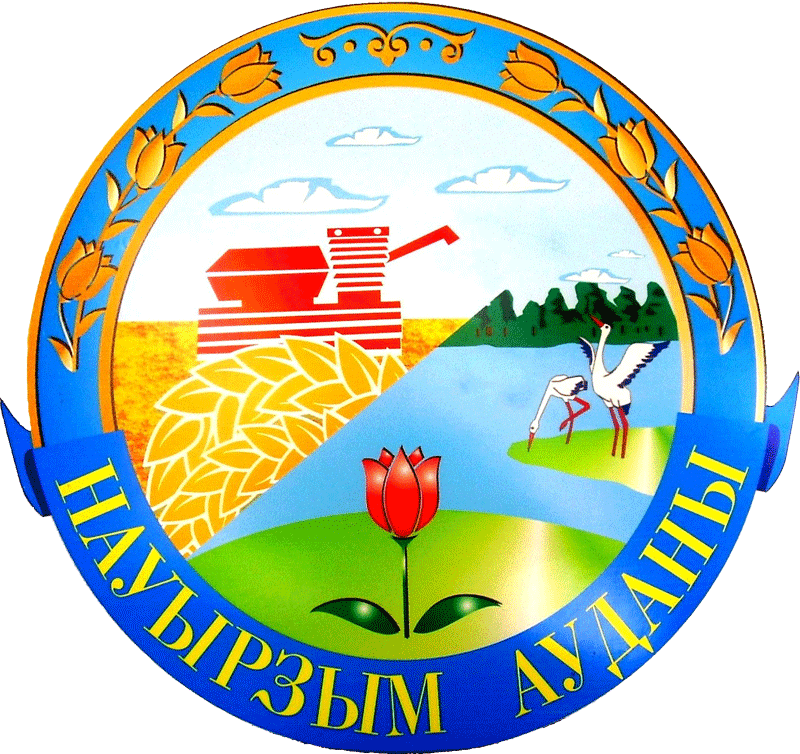

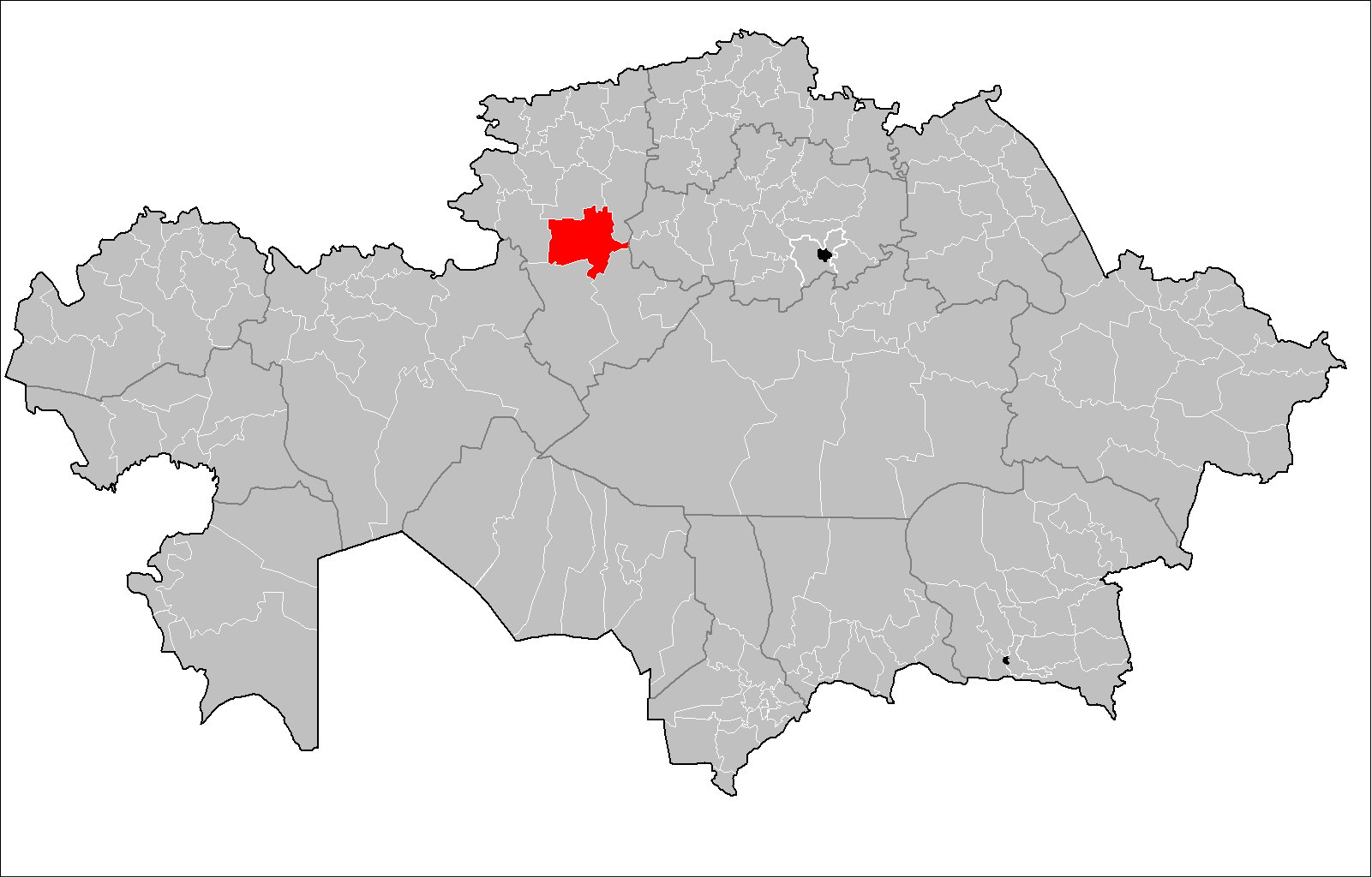

瑙厄爾濟姆區是哈薩克斯坦的行政區，位於該國北部，由庫斯塔奈州負責管轄，首府設於卡拉緬德，始建於1965年，面積15,200平方公里，2015年人口10,766。